# مدينة آدم
مدينة آدم هي مكان يظهر في كتاب يشوع المقدس العبري حيث يوصف بأنه يقف «بجانب زاريثان» على الضفة الشرقية للأردن.

## فهرس
تتضمن هذه المقالة النص من منشور الآن في ملكية عامة: إيستون، ماثيو جورج (1897). "Adam, the city of". قاموس إيستون للكتاب المقدس (ط. الجديد والمنقح). ت. نيلسون وأولاده. {{استشهاد بموسوعة}}: الوسيط |ref=harv غير صالح (مساعدة) ويحتوي الاستشهاد على وسيط غير معروف وفارغs: |HIDE_PARAMETER8=، |HIDE_PARAMETER6=، |HIDE_PARAMETER9=، و|HIDE_PARAMETER7= (مساعدة)

- تاريخ قبائل الأردن وفلسطين وقبائل الأردن وفلسطين (فايز فردة)